# Bafut
Bafut är en stad och kommun i provinsen Nord-Ouest i Kamerun, 22 km norr om staden Bamenda. Den är huvudstad för Bafut Subdivision.
Staden är känd för
Fon of Bafuts palats, som numera är museum, och den botaniska trädgården Savanna Botanic Gardens, som Gerald Durrell hjälpte till att anlägga. Årligen äger också Abin e Mfor eller Fondansen rum i staden.
Staden Bafut är troligen mest hågkommen som platsen dit den kände naturvetaren Gerald Durrell kom under två djurinsamlingsexpeditioner 1949 och 1957. Durell skrev två uppsatser - The Bafut Beagles ("Bafuts beaglar") och A Zoo in My Luggage ("En djurpark i mitt bagage") - under sina resor i Bafut, och skapade en mini-TV-serie, To Bafut with Beagles.

## Världsarvsförslag
Sedan 18 april 2006 är Bafut uppsatt på Kameruns tentativa världsarvslista.